# چاکوار
چاکوار (به مجاری:  Csákvár) یک منطقهٔ مسکونی در مجارستان است که در ناحیه بیچکه واقع شده‌است. چاکوار ۱۱۸٫۷۶ کیلومتر مربع مساحت و ۵٬۲۲۵ نفر جمعیت دارد.